# Lapara coniferarum
Lapara coniferarum (tên tiếng Anh Southern Pine Sphinx) là một loài bướm Sphingidae. Loài này có ở rừng thông và rừng hỗn hợp từ Nova Scotia và Maine về phía nam tới Florida, và về phía tây tới Indiana và Louisiana.
Sải cánh khoảng 50–57 mm. Cánh trước màu xám với hai hoặc ba dải đen giữa cánh. Các dấu hiệu khác không rõ rệt.
Ấu trùng ăn các loài Pinus, bao gồm Pinus taeda và Pinus pinaster.

## Hình ảnh

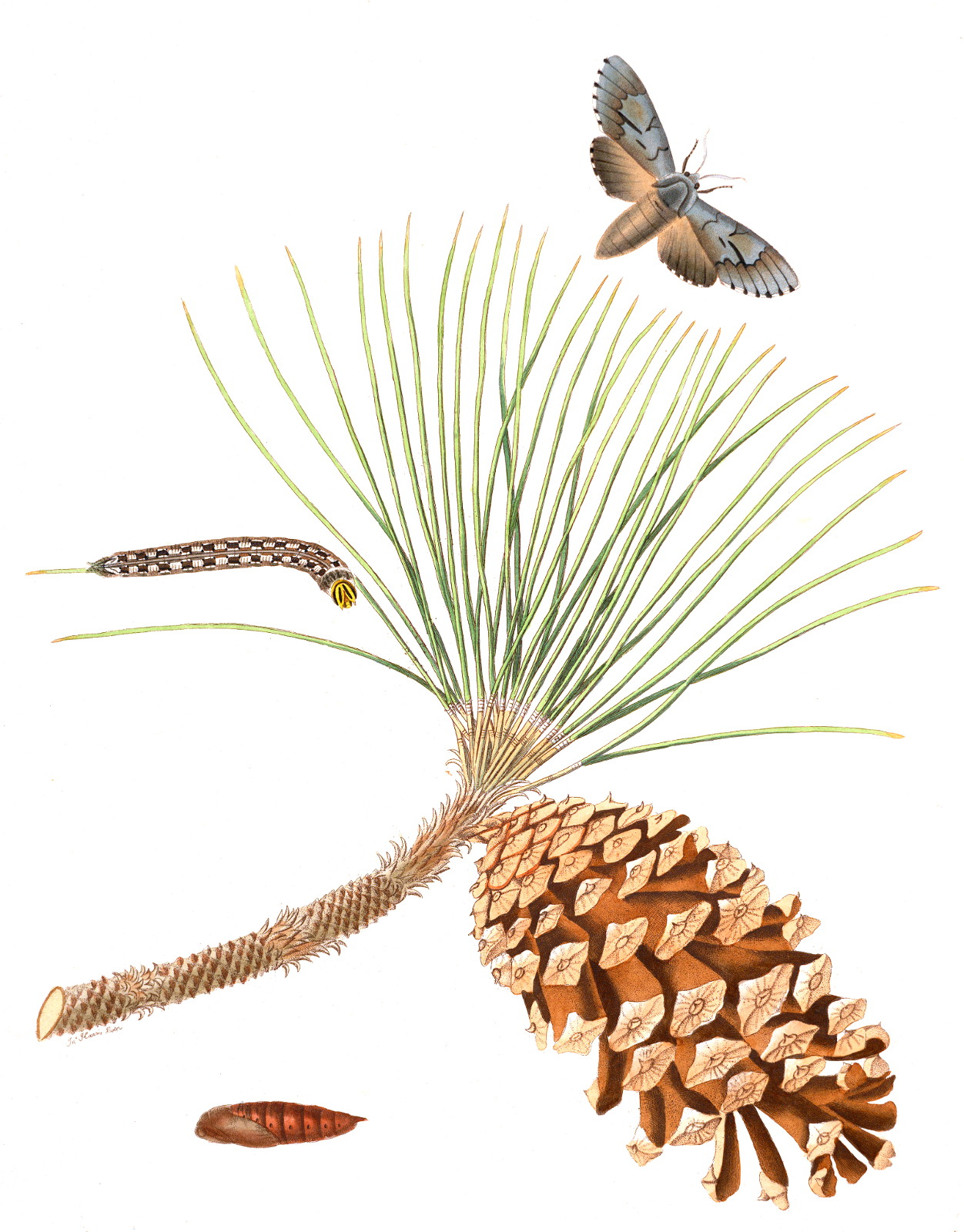